# أنوس (اسم)
أُنُوْس هو اسم علم مذكر ومؤنث من أصل عربي، ومعناه هو كثير أو كثيرة الأنس.

## شخصيات تحمل الاسم
أنوس ميرابيليس